# 答ホン氏
答㶱氏（とうほんうじ・とうほんし）は、「答㶱」を氏の名とする氏族。氏の名は塔本、答本とも記される。姓はなし。

## 概要
箕子朝鮮の準王を祖とする百済系渡来氏族。斉明天皇6年（660年）の百済滅亡直後に日本に渡来した、答㶱春初の一族。聖武朝の神亀元年（724年）に一族の主流である答本陽春が麻田連に改氏姓していることから、本拠地は摂津国豊島郡麻田村（現在の大阪府豊中市の一部）と想定される。
氏人には、天智天皇2年（663年）の白村江の戦い後に長門国で古代山城を築き大山下の冠位を授けられた答㶱春初。その子または孫にあたると想定される麻田陽春。そのほか、麻田連に改姓しなかった傍流に、天平勝宝9歳（757年）の橘奈良麻呂の乱で獄死した答本忠節がいる。